# Das Racist
Das Racist est un groupe de hip-hop américain, originaire de Brooklyn, à New York. Ce groupe était connu pour son sens de l'humour, ses références et allusions étranges et son style non conventionnel. En septembre 2011, Das Racist publie son premier album, Relax, inclut dans des classements effectués par certains magazines comme Rolling Stone et Spin. Spin fait également paraître Das Racist en couverture de son magazine en novembre 2011. Le 28 novembre 2011, le groupe fait ses débuts sur la télévision américaine dans le talk-show Conan.
La séparation du groupe est révélée lors du PULS Festival, de décembre 2012 à Munich, durant lequel Heems révèle que « Das Racist s'est dissout et nous ne sommes plus un groupe. » Le lendemain, Kool A.D. révèle avoir quitté le groupe en octobre 2012.

## Biographie

### Formation
Suri et Vazquez se rencontrent en 2003 à la Wesleyan University de Middletown, dans le Connecticut,,,. Cependant, ils forment Das Racist après avoir emménagé à New York après leurs études. Kondabolu, qui fera la rencontre de Suri lorsqu'il est étudiant à la Stuyvesant High School de New York, se joint à eux en tant que hype man. Suri et Kondabolu sont originaires du Queens, et sont de descendances indiennes, et Vazquez est originaire de la San Francisco Bay Area et de descendance afro-cubaine et italienne. Vazquez est également membre du groupe power-pop Boy Crisis.
Concernant l'origine du nom du groupe, Himanshu Suri explique dans une entrevue : « Je pense que faire partie d'une minorité dans un lycée d'arts et que ce genre d'environnement a un impact sur la perception des ethnies et de notre sens de l'humour. J'ai toujours pensé que l'émission Wonder Showzen représentait parfaitement ce genre de chose. Quand j'ai vu ce gamin hurler 'THAT'S RACIST' (c'est raciste), ça m'a juste percuté. Et après c'est devenu un jeu... rire sur quelque chose de sérieux qui peut rapidement devenir ennuyeux [...] Après, on a pensé que ça pouvait être un nom assez sympa. Das EFX a également pu être une inspiration. »

### Combination Pizza Hut and Taco Bell(2008–2009)
Das Racist attire l'attention avec sa chanson Combination Pizza Hut and Taco Bell,. En novembre 2008, The Guardian décrit Das Racist de « duo drôle et dingue », et l'inclut dans son classement des groupes à écouter. En mars 2009, le musicien Dan Deacon décrit Combination Pizza Hut and Taco Bell comme « une chanson qui durera des années » au magazine XLR8R. Le magazine Death and Taxes décrit la chanson de « méditation existentielle sur l'identité du consommateur en Amérique. » Après leur performance au CMJ Music Marathon de 2009, le New York Times décrit le set de Das Racist comme « divertissant. »

### Shut Up, DudeetSit Down, Man(2010)
La première sortie de Das Racist, la mixtape Shut Up, Dude, est publiée gratuitement sur Internet en mars 2010. La mixtape est bien accueilli par la presse spécialisée ; Pitchfork lui attribue une note de 7,8 et la décrit comme « une mixtape fascinante qui d'incarner quelque chose d'impossible dans le rap : l'humour, sans tentative d'impressionner... »
Pour la chanson Who's That? Brooown! (qui reprend la chanson de A Tribe Called Quest intitulée Scenario), Das Racist publie un jeu vidéo 8-bit de Suri et Vazquez en quête à travers les quartiers du Queens, de Manhattan, et de Brooklyn pour trouver Kondabolu, une parodie de Double Dragon, Retour vers le futur, Narc, et Frogger. Pitchfork l'inclut dans son classement des 40 meilleurs jeux vidéo de 2010, et est sélectionné pour une adaptation lors du Sundance Film Festival de 2011,.
Six mois plus tard, Das Racist publie sa deuxième mixtape Sit Down, Man le 14 septembre 2010, également en téléchargement libre. Sit Down, Man est mieux accueillie que son prédécesseur, avec une note de 8 de la part du magazine Spin, et une note de 8,7 de la part de Pitchfork ; elle est téléchargée plus de 40 000 fois la première semaine. Sit Down, Man fait participer El-P, Despot, Vijay Iyer, et Chairlift, ainsi que Diplo, Dame Grease, Devo Springsteen, Sabzi (de Blue Scholars, Common Market) et Boi-1da.

### Relax(2011)
Leur premier album commercial, intitulé Relax, est publié le 13 septembre 2011, au label de Suri Greedhead Music. L'album est produit par Diplo, El-P, Rostam Batmanglij (de Vampire Weekend), et Anand Wilder (de Yeasayer), et fait également participer El-P, Danny Brown, Bikram Singh, et Despot. Das Racist considère Relax comme un album plus accessible et « plus pop ». Bien qu'accueilli d'une manière mitigée par Pitchfork qui avait félicité leurs premiers efforts, l'album accueilli de manière favorable par la presse spécialisée, avec une note de 8 sur 10 de la part de Spin ; il atteint les classements hip-hop/rap sur iTunes et les Billboard Top Heatseekers. Rolling Stone classe l'album 28e sur sa liste des 50 meilleurs albums de 2011 et la chanson Girl 34e dans sa liste des meilleurs singles de l'année. Spin place l'album quatrième de sa liste des meilleurs albums rap de 2011 et 16e sur sa liste des meilleurs albums de 2011.

### Contrat avec Sony et second album (2012)
Le 9 juin 2012, à leur concert au Bonnaroo Music Festival, le duo annonce un deuxième album, déjà écrit. Dans un épisode de la seconde saison de la série A Day in the Life, Das Racist est vu en train d'enregistrer une chanson, intitulée People All Over the World. En juillet 2012, Das Racist signe un contrat avec Sony/Megaforce Records pour l'album et leur chanson Girl apparaît peu après dans une publicité pour Kmart.

### Séparation
En décembre 2012, Heems annonce au On3 Festival de Munich, en Allemagne, la séparation de Das Racist. En réponse à cela, Kool A.D. twitte avoir quitté le groupe deux mois avant sa séparation officielle.

## Discographie

### Album studio
- 2011 : Relax

### Mixtapes
Ces deux albums furent proposés en téléchargement gratuit sur leur site web (fermé depuis).
- 2010 : Shut Up, Dude
- 2010 : Sit Down, Man